# Lysidice natalensis
Lysidice natalensis är en ringmaskart som beskrevs av Johan Gustaf Hjalmar Kinberg 1865. Lysidice natalensis ingår i släktet Lysidice och familjen Eunicidae. Inga underarter finns listade i Catalogue of Life.